# Protracheoniscus atreciicus
Protracheoniscus atreciicus är en kräftdjursart som beskrevs av Borutzkii 1945. Protracheoniscus atreciicus ingår i släktet Protracheoniscus och familjen Trachelipodidae. Inga underarter finns listade i Catalogue of Life.